# یانتیان
یانتیان (به لاتین: Yantian District) یک سکونتگاه مسکونی در جمهوری خلق چین است که در شنژن واقع شده‌است.

## خصوصیات
یانتیان ۷۲٫۶۳ کیلومترمربع مساحت و ۲۱۸٬۷۰۰ نفر جمعیت دارد.

## نگارخانه

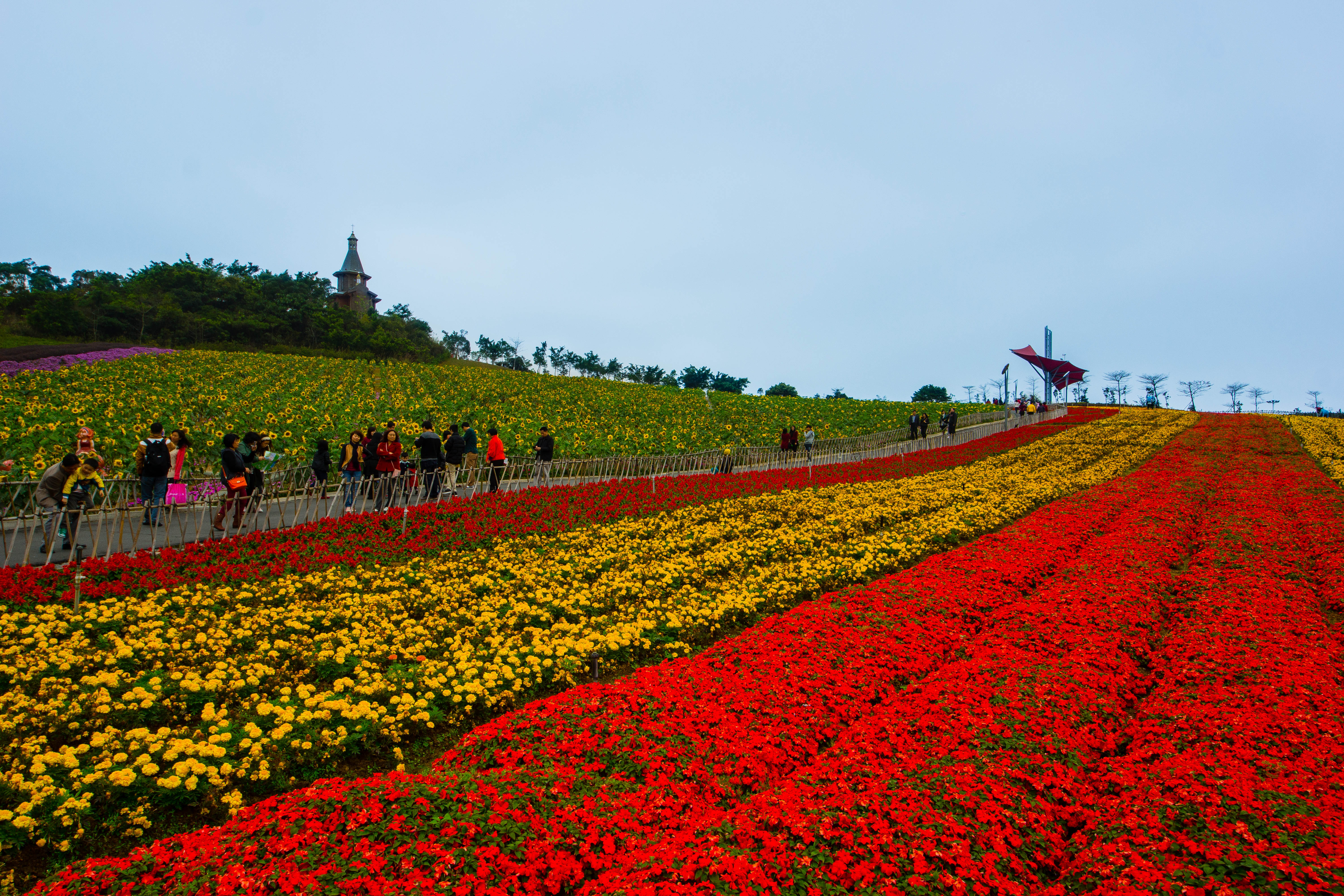
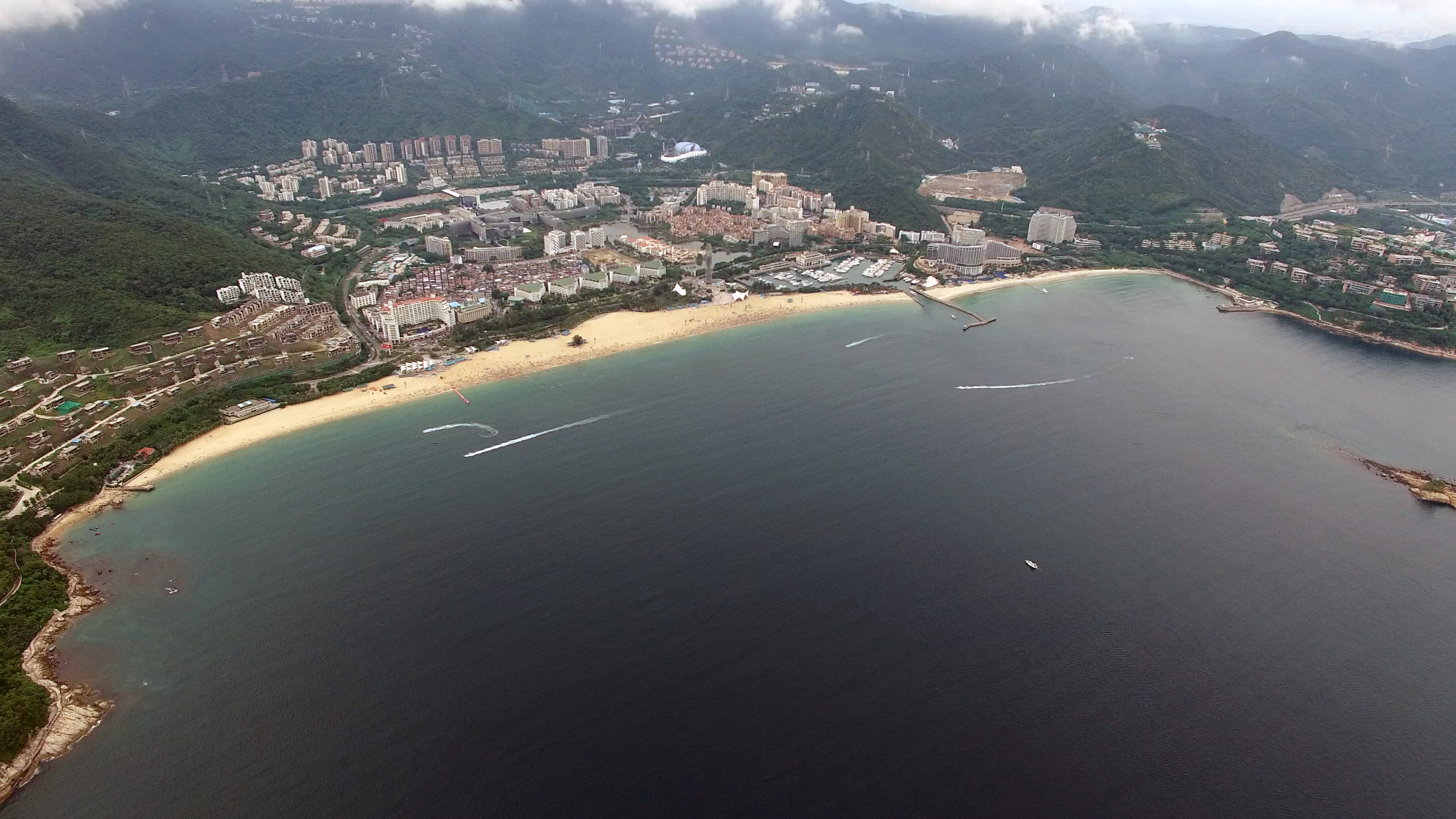
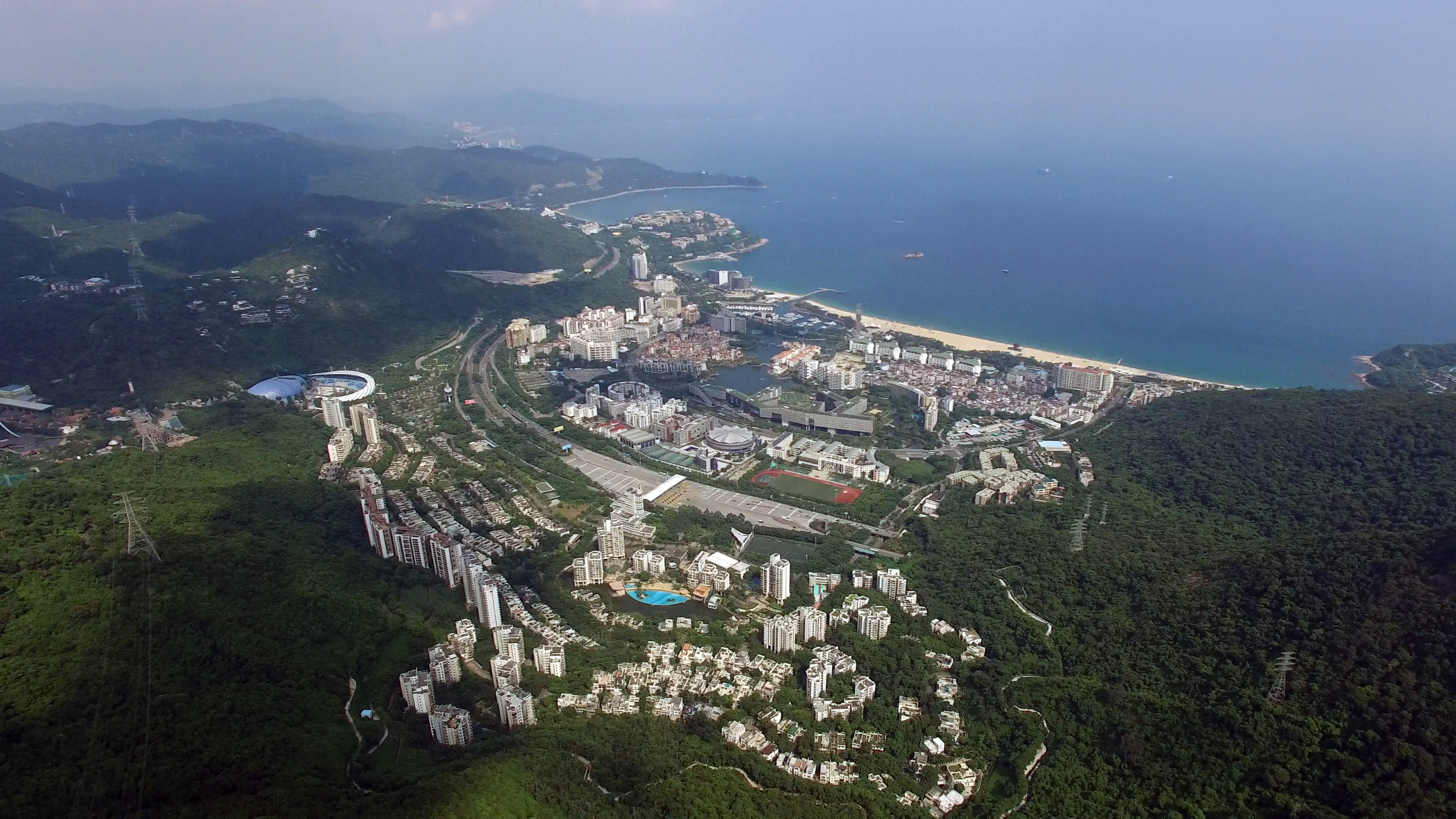